# Hôtel de Hautoy
L’hôtel de Hautoy est un édifice situé dans la ville de Nancy, dans la Meurthe-et-Moselle en région Grand Est.

## Localisation
L'hôtel de Hautoy est situé au no 26 de la rue Saint-Michel dans le quartier Ville Vieille de Nancy.

## Histoire
Il est également appelé Hôtel des suisses car ceux-ci y tinrent garnison sous Léopold Ier de Lorraine
Les puits sont inscrits au titre des monuments historiques par arrêté du 25 février 1946.